# Shōzō Ogasawara
Shōzō Ogasawara (小笠原 省三), född 14 september 1892, död 12 november 1970, var en japansk shintoforskare.
Shōzō föddes i byn (numera samhället) Fujisaki i Minamitsugaru-distriktet, Aomori prefektur. Han studerade vid Kokugakuin Universitet i Tokyo, och började 1922 att publicera shintō-hyōron. År 1936 grundade han en forskningsgrupp för att studera shinto-helgedomar belägna utanför Japan. På sommaren följande år grundade han Pekin-jinja housaikai. År 1947 började han leda forskning och sammanställning av de utländska shinto-helgedomarnas historia.